# スマトラ島沖地震 (2000年)
スマトラ島沖地震（スマトラとうおきじしん）は、インドネシア、スマトラ島南方沖で現地時間の2000年6月4日23時28分に発生したモーメントマグニチュード (Mw) 7.9の地震。アメリカ地質調査所（USGS）によると、死者103人、重軽傷者は2174人に上っている。730回を超える余震が発生している。
2000年代のスマトラ島沖地震の中では最初のもので、最も南に位置していた。この後、この地域では2004年スマトラ島沖地震、2005年スマトラ島沖地震、2007年スマトラ島沖地震、2009年スマトラ島沖地震などが続いている。

## 背景
インドネシアは地震多発地帯として知られていた。2000年のスマトラ島沖地震と、この後に起こった2004年のスマトラ島沖地震はこの地域で進行する時代の地震活動の始まりを告げたとも言われている。この付近では1797年、1833年、1861年にも大地震が発生している。上記の地震群は、オーストラリアプレートとスンダプレートの境界で起きたとみられているが、今回の地震は2009年のスマトラ島沖地震のように、沈み込んだオーストラリアプレート内の内部で発生したと考えられている。この地震では、津波の被害が発生しなかった。

## 被害・死傷者
本震の11分後の余震はM6.5で、最大余震と見られている。少なくとも103人が死亡し、2174人が重軽傷を負った。インドネシア政府によると死者は120名以上に上っている。インドネシア赤十字社は重傷者が788人、軽症者が1709人だと報告した。政府は被災者の数は急速に増えたと報告している。
ブンクル州では多大な損害と地すべりが起こり、エンガノ島も軽度な被害を受けた。もっとも被害の大きい村では、数百の建物が全壊したと報告された。しかし、ジュネーヴの国際赤十字赤新月社連盟のピーター・ウォーカーは死因のもっとも大きな理由は地震ではなく、その後の不衛生に起因する病気によるものだとしている。「実際地震の被害はそれほど大きくなかった。家や木の倒壊、破壊はそれほど多くなかった。しかし、彼は風土病であるマラリア、伝染病がはびこるのを見た。また、死亡数と罹患率は容認出来ないほどの量であった。これは地震でなく、人災である」。
同年6月7日にはM6.2の余震が起こった。

## その後・影響
救援では倒壊した電信柱に阻まれ、物資の補給が滞った。影響のあった地域で主な問題となったのは水の補給と地震によって電線が切れていたことで途絶えていた電気の供給であった。法王であったヨハネ・パウロ2世は地震で被災した家族に「心からの悔やみ」を表明した。また、この地震に対し迅速な国際的対応を求め、犠牲者に対して祈りをささげると表明した。台湾の救援隊が被災者のもとに送られ、救護努力を担うために最初に到着した国となった。アメリカはすぐに博愛的救助組織に25,000アメリカドルを寄付し、日本は140,000アメリカドルの補助金を提供した上で国際緊急援助隊を派遣した。オーストラリアは143,000ドルと二人の緊急救済審査官のチームを提供した。